# Isla Wuzhizhou
Isla Wuzhizhou es una isla que se encuentra situada en la costa de la provincia de Hainan, al sur de China. Esta isla de 1,48 kilómetros cuadrados está situada en la bahía de Haitang, a unos 30 kilómetros al noreste de Sanya, entre la Isla Mono Nanwan hacia el norte, y la bahía de Yalong al sur.
El sacerdote taoísta Wu Huacun de la dinastía Qing construyó una casa en la isla después de llegar en busca de un lugar para crear el "elixir de la vida".
La isla tiene 148 hectáreas y 5,7 kilómetros de costa, con una forma irregular que asemeja a la de una mariposa. Más de 2700 variedades de plantas se encuentran en la isla, incluyendo flores y árboles exóticos, algunos de los cuales se cree son las especies de plantas más antiguas en el mundo.[cita requerida]
Las aguas que rodean la isla contienen numerosas especies como erizos y peces tropicales.